# Ircana in Julfa
Ircana in Julfa è una tragicommedia in cinque atti in versi martelliani di Carlo Goldoni del 1755, rappresentata per la prima volta durante l'autunno di quell'anno nel Teatro San Luca di Venezia, con Caterina Bresciani nel ruolo di Ircana.
Secondo capitolo della Trilogia persiana, la tragedia fu scritta per venire incontro alle richieste del pubblico che desiderava conoscere il destino della schiava Ircana. Nonostante ciò, l'opera non replicò il clamoroso successo della precedente La sposa persiana:
(Carlo Goldoni, prefazione a Ircana in Julfa)

## Trama
A Julfa, città della Persia abitata da una colonia di Armeni che lo scià Abbas aveva accolto per maggior vantaggio del commercio, Ircana, camuffata da maschio e con il nome di Ircano, viene comprata come schiavo dal mercante armeno Demetrio, ma sopraggiunge Tamas, che ha abbandonato la sua sposa Fatima nella capitale ed ha ottenuto l'annullamento del matrimonio. Dopo varie vicende, Tamas e Ircana finalmente si sposano.

## Poetica
Scrisse l'autore nella prefazione per l'edizione a stampa: Trovasi scritto nella Prefazione alla Sposa Persiana il modo onde è nata questa sua seconda Sorella, ed è inutile che qui lo ripeta. Dirò bene non avere osservato in questa l'unità della Scena, come fatto avea nella prima, per quella ragione che più volte ho detto, di non esser io attaccato a un simile precetto in modo che la unità della Scena mi sconcerti l'ordine della favola che ho divisato; bastami che le mutazioni convengano alla unità dell'azione, che è il primo precetto che devesi rigorosamente osservare. Siccome nella prima ho posto in veduta moltissime accostumanze degli Persiani, così in questa parecchie ne ho esposte degli Armeni. Tutto ciò aveva io di già accennato e sparso nella prima Commedia, senza idea di aver in seguito ad immaginar la seconda, e le cose scritte mi hanno somministrato l'idea per le posteriori; e se il più delle volte devesi affaticare per condur bene sopra di un dato argomento una Commedia sola, questa volta emmi riuscito sopra di un solo argomento formarne tre.
Giuseppe Ortolani sottolinea che, nonostante non abbia raggiunto la notorietà delle altre due della serie, l'opera ha il pregio di alcuni dialoghi e della buona costruzione drammatica dei personaggi.